# Павлівка (село, Богодухівський район)
Павлі́вка — село у Богодухівській міській громаді Богодухівського району Харківської області України.
- Поштове відділення: Павлівське

## Географія
Село Павлівка знаходиться на обох берегах (в основному на правому) річки Мерла. На сході примикає до м. Богодухів і села Семенів Яр. На заході до села Кручик. Село оточене лісом (дуб, сосна). У селі є залізнична платформа 168 км. Поруч проходить автомобільна дорога Р46.

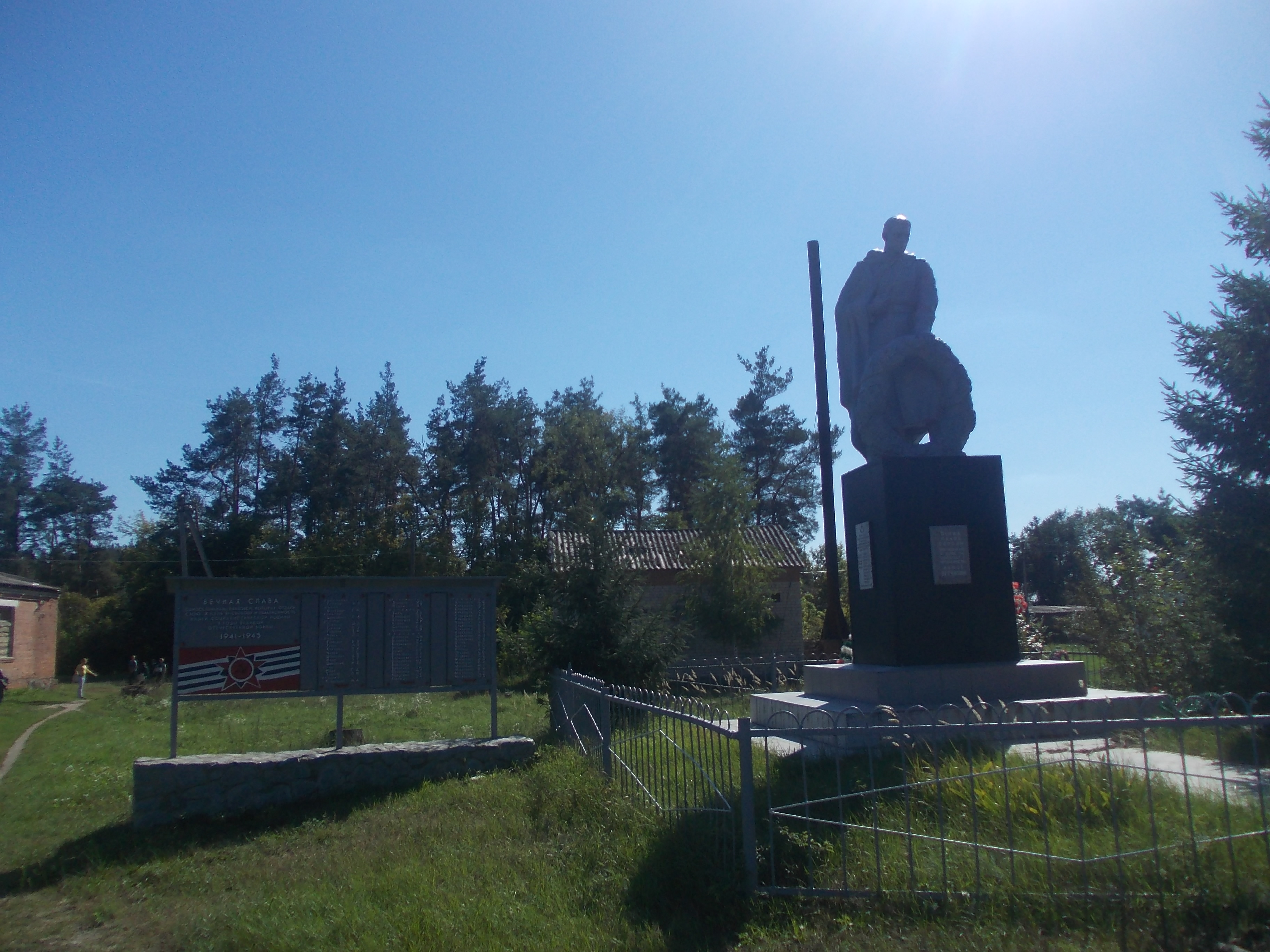
Братська могила радянських воїнів і партизанів, пам'ятний знак воїнам-односельцям. Поховано 65 воїнів і 2 партизана

## Історія
- 1670 - дата заснування.
- Село постраждало внаслідок геноциду українського народу, проведеного урядом СРСР в 1932—1933 роках, кількість встановлених жертв − 301 людина[1].
- 12 червня 2020 року, відповідно до розпорядження Кабінету Міністрів України № 725-р «Про визначення адміністративних центрів та затвердження територій територіальних громад Харківської області», село увійшло до Богодухівської міської громади[2].
- 19 липня 2020 року, в результаті адміністративно-територіальної реформи та ліквідації Богодухівського району (1923—2020), село увійшло до складу новоутвореного Богодухівського району Харківської області[3].

## Економіка
- В селі є молочно-товарна ферма.
- ТОВ «Богодухівський нафтопереробний завод»

## Об'єкти соціальної сфери
- Школа І-ІІ ст.
- Павлівська амбулаторія сімейної медицини.

## Відомі люди
- Богуславський Костянтин Євгенович (1895—1943) — український композитор, співак, хормейстер.
- Вишеславський Леонід Миколайович (1914—2002) — радянський і український поет, який писав твори російською й українською мовами. Провів свої дитячі роки в Павлівці. У ліричній книзі «Сковородинівське коло» він розповів про село, про свого шкільного вчителя, про народні перекази, згідно з якими, Григорій Сковорода колись побував у Павлівці.
- Церковний Іван Ілліч (1922 — ?) — український радянський і компартійний діяч, депутат Верховної Ради УРСР 8-го скликання (у 1972—1975 роках).
- Шовковий Сергій Єпіфанович (1912—1997) — радянський воєначальник, генерал-лейтенант. Герой Радянського Союзу.